# Georg Hohenberg
Georg Hohenberg (* als Georg Friedrich Maximilian Jaroslav Petrus Canisius Josef Markus Hubertus Maria Hohenberg am 25. April 1929 auf Schloss Artstetten bei Artstetten-Pöbring, Niederösterreich; † 25. Juli 2019) war ein österreichischer Diplomat und Enkel Erzherzog Franz Ferdinands und Sophie Chotek von Chotkowas.

## Leben
Georg Hohenberg entstammte dem österreichischen Adelsgeschlecht Hohenberg und war der zweite Sohn von Maximilian Hohenberg und Elisabeth, geborene Gräfin von Waldburg zu Wolfegg und Waldsee. Nach seiner Matura am Stiftsgymnasium Melk 1949 studierte er Rechtswissenschaften an der Universität Wien und promovierte 1955. Er trat in die wirtschaftliche Abteilung des Außenamtes ein und wurde 1957 an die Botschaft in Paris versetzt. 1963 kehrte er nach Wien zurück, bevor er 1966 nach Buenos Aires kam. 1978 bis 1984 war er Botschafter Österreichs in Tunis und 1988 bis 1994 vertrat er das Land beim Heiligen Stuhl sowie beim Malteserorden und San Marino. Er wurde in der Hohenberg’schen Familiengruft in Schloss Artstetten beigesetzt.

## Ehrungen und Auszeichnungen
- 1985: Ritter des Ordens vom Goldenen Vlies
- 1995: Großes Silbernes Ehrenzeichen für Verdienste um die Republik Österreich[3]
- Großes Goldenes Ehrenzeichen des Landes Steiermark
- Großkreuz des Päpstlichen Piusordens

## Familie
Am 4. Juli 1960 heiratete er Eleonore Auersperg-Breunner (* 1928). Sie hatten drei Kinder:
- Nikolaus Hohenberg (* 3. Juli 1961 in Paris)
- Henriette Hohenberg (* 9. November 1962 in Paris)
- Maximilian Hohenberg (* 25. Jänner 1970 in Buenos Aires)